# Terremoto de Puerto Plata de 2003
El terremoto de Puerto Plata de 2003 fue un sismo registrado en la madrugada del 22 de septiembre de dicho año en el noroeste de República Dominicana, cerca de la ciudad de Puerto Plata. El evento tuvo una magnitud de 6,5 grados en la escala sismológica de magnitud de momento y duró unos 45 s. Sucedió a las 12:45 a. m. UTC. Dos personas fallecieron en la comunidad de San Francisco de Macorís, ubicado a 176 km de la capital dominicana de Santo Domingo y provocó lesiones de diversa consideración a casi un centenar de personas. El terremoto también pudo sentirse en Haití, donde el temblor derrumbó varias casas.